# 齋藤健
齋藤 健（さいとう けん、1959年〈昭和34年〉6月14日 - ）は、日本の政治家、通産官僚。自由民主党所属の衆議院議員（6期）、自由民主党千葉県支部連合会長。
経済産業大臣（第30代）、原子力経済被害担当大臣・GX実行推進担当大臣・産業競争力担当大臣・ロシア経済分野協力担当大臣・内閣府特命担当大臣（原子力損害賠償・廃炉等支援機構）（第2次岸田第2次改造内閣）、法務大臣（第107代）、農林水産大臣（第60・61代）、農林水産副大臣（第3次安倍第1次改造内閣・第3次安倍第2次改造内閣）、環境大臣政務官（第2次安倍内閣）、埼玉県副知事を歴任した。

## 来歴

### 生い立ち
東京都新宿区生まれ（現住所は千葉県流山市南流山1丁目）。生家は写真屋。早稲田実業学校中等部、東京教育大学附属駒場高等学校（現：筑波大学附属駒場高等学校）、東京大学経済学部卒業。1983年4月、通商産業省（現経済産業省）に入省。資源エネルギー庁石油部流通課に配属。1991年、ハーバード大学ケネディ・スクールに留学し、修士号を取得した。1994年、通商政策局米州課で日米間の自動車交渉を担当。大臣官房秘書課人事企画官を経て、1999年に深谷隆司通商産業大臣の秘書官に就任。その後、内閣官房行政改革推進事務局企画官を務めた。2004年、上田清司埼玉県知事の招聘を受け埼玉県副知事に就任した。

### 政界入り
2006年、衆議院千葉7区の補欠選挙で自由民主党の公募に応募、221人の中から選ばれ、同党公認で出馬したが、955票の僅差で民主党の太田和美に敗れ、落選した。補選では武部勤らによる「最初はグー！齋藤健！」という応援演説が話題となった。
2009年、第45回衆議院議員総選挙に再び千葉7区から自民党公認で出馬し、福島2区に国替えした太田に代わり出馬した民主党前職の内山晃に約2万票差で敗れたが、重複立候補していた比例南関東ブロックで復活し、初当選した。同党の新人で当選することができたのは齋藤と小泉進次郎、伊東良孝、橘慶一郎の4人のみだったため「自民再生の四天王」と評され4人で「四志の会」を結成、当選後わずか40日で党環境部会長に抜擢された。
2010年4月6日に発足した自民党政権力委員会（ネクスト・ジャパン）で環境・温暖化対策担当に起用された（同委員会は2011年、自由民主党シャドウ・キャビネット発足に伴い廃止）。

### 自民党政権奪還後
2012年、第46回衆議院議員総選挙に千葉7区から出馬し、民主党から新党きづな、国民の生活が第一を経て日本未来の党に移った内山晃らを破り、再選。選挙後に発足した第2次安倍内閣で環境大臣政務官に任命された。
2013年、自民党農林部会長に就任した。同部会長には農林族議員が就任するのが通例だったため、畑違いの通産省出身者の就任に注目が集まった。この人事は当時の政調会長である高市早苗の抜擢によるものであると、高市は自身のブログで記述している。その後、農協改革の法案作成段階においては、議論は紛糾に紛糾を重ねたが、2時間半の会議を8日間連続して開催するなどして何とか取りまとめることに成功した。このような手腕が評価されてか、異例の農林部会長留任が決まった。
2014年12月14日の第47回衆議院議員総選挙に自民党公認で千葉7区から出馬し、3選。
2015年9月29日、石破派の旗揚げに参加した。同年10月9日、第3次安倍第1次改造内閣で農林水産副大臣に任命され、第3次安倍第2次改造内閣まで務める。

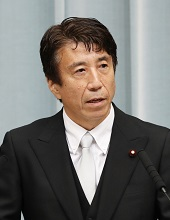
内閣広報室より公表された肖像（2017年 農林水産大臣就任時）

2017年8月3日、第3次安倍第3次改造内閣で農林水産大臣に任命され、当選3回ながら初入閣した。同年の第48回衆議院議員総選挙で4選。同年11月、第4次安倍内閣で農水大臣に再任。在任中、約40年ぶりの減反政策の見直し、約60年ぶりの農協改革、約50年ぶりの酪農改革、流通改革、日本・オーストラリア経済連携協定、TPP、日本・EU経済連携協定などの前進に注力。また、31年ぶりの商業捕鯨再開に道筋をつけた。
2018年10月、党TPP・日EU・日米TAG等経済協定対策本部事務総長、衆議院農林水産委員会理事、原子力問題調査特別委員会委員に就任。
2019年、衆議院憲法審査会幹事に就任。
2020年、衆議院予算委員会理事に就任。
2021年10月31日、第49回衆議院議員総選挙で5選。

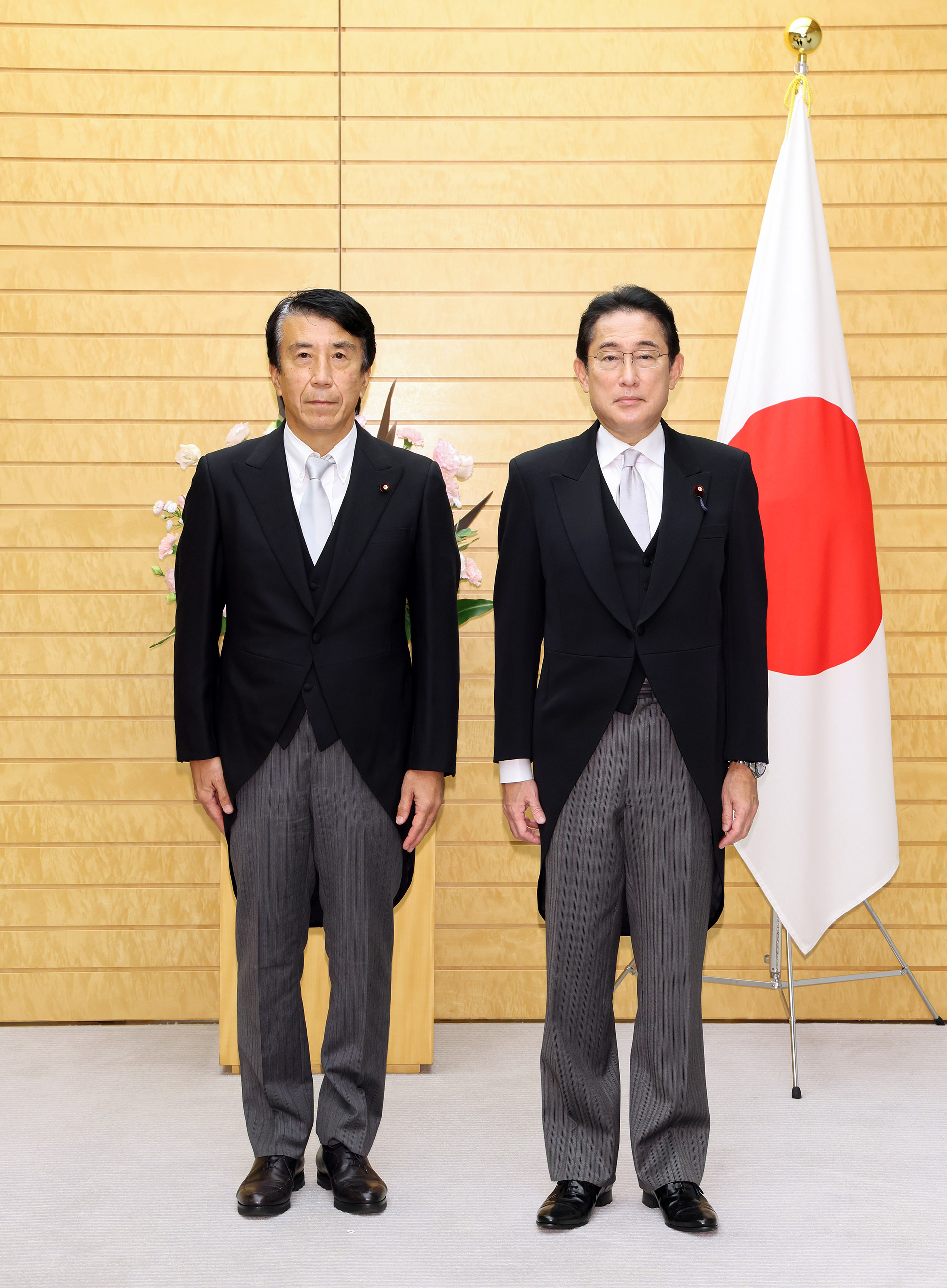
法務大臣就任時に内閣総理大臣岸田文雄と

2022年11月11日、死刑制度と大臣の役割をめぐる失言により事実上更迭された葉梨康弘の後任として、法務大臣に就任。
2023年9月13日、第2次岸田第2次改造内閣が発足し、齋藤は法務大臣を退任。在任中、1度も死刑執行命令を行わなかった。
同年12月14日、自民党5派閥の政治資金パーティーをめぐる裏金問題で、岸田文雄首相は清和政策研究会（安倍派）の閣僚4人と副大臣5人を事実上更迭。齋藤は西村康稔の後任として、経済産業大臣に就任した。
2024年9月11日、自民党総裁選挙への出馬を断念したと明らかにした。立候補に必要な推薦人20人を確保できなかった。記者団の取材に齋藤は「結果は大変残念だったが、私自身は何か大きなものを得ることができたのではないかという気持ちもある」と語った。同年9月27日総裁選執行。1回目の投票は小泉進次郎に投じた。得票数1位の高市早苗と2位の石破茂が進んだ決選投票については、千葉日報の取材に対し、投票先を公表しなかった。
2024年10月27日、第50回衆議院議員総選挙で6選。同年11月7日、自民党千葉県連会長に就任。

## 政策・主張

### 憲法問題
- 憲法改正について、2017年、2021年のアンケートで「賛成」と回答[25][26]。
- 改正すべき項目として「自衛隊の保持を明記する」「集団的自衛権の保持を明記する」「各都道府県から必ず1人は参議院議員を選出するよう明記する」「緊急事態に関する条項を新設する」と主張[27]。
- 憲法9条への自衛隊の明記について、2021年のアンケートで「賛成」と回答[28]。
- 集団的自衛権の行使に賛成[29]。
- 村山談話、河野談話の見直しに賛成[29]。

### ジェンダー問題
- 選択的夫婦別姓制度の導入について、2017年、2021年のアンケートで「どちらかといえば反対」と回答[25][26]。
- 同性婚を可能とする法改正について、2021年のアンケートで「どちらかといえば賛成」と回答[28]。
- 「LGBTなど性的少数者をめぐる理解増進法案を早期に成立させるべきか」との問題提起に対し、「どちらかといえば賛成」と回答[26]。
- クオータ制の導入について、2021年のアンケートで「反対」と回答[28]。

### 農業
- 人口減少で農産物の国内販売量が目減りする厳しい環境下において、農家の所得を確保する方策として、内需の縮小をカバーするための輸出の拡大と、流通・加工から付加価値を得る6次産業化が必要であると主張している。
- 我が国の水田の壊滅を防ぐため、水田が果たす米の生産以外の役割(保水、防災、国土保全機能)にも着目し、加工米の生産を増やしていく。とりわけ家畜のエサとなる飼料米への生産シフトを進めていくことで、一定水準の水田の維持を図ることが農政改革の主要政策の一つであるとしている。
- 農業の発展には、生産農家の情報武装やマーケティング能力が求められるのではとの記者からの問いに、「それは家族経営の農家では難しい。代わりに誰がやるか、ということを考えないといけない。やらないと、他の人が生産分野に出てきて、農家の利益が無くなってしまう。」と述べている。
- 日本の農業の救世主は農水省ではなく、自民党でもなく、農協でもない。それは、消費者である。新鮮で、安全で、おいしい日本の農作物に対する消費者のニーズは間違いなく高まっており、農業は成長産業としての余地がある。だからこそ今、農家が消費者に対してアタックすることが重要であるとしている。
- オランダを視察した際、農家の自主独立の精神と経営マインドといったカルチャーが根付いていることがオランダ農業の強みであるとの感想を述べている。例として、段ボールのデザインを挙げ、日本は農家や農協のニーズを重視している。しかし、欧州では消費者が求めているものを作り、それを農家が使うといったユーザーサイドに立った取り組みが行われているのだと述べている。
- 欧州市場統合がオランダの農業の転機となり、生産者組合の誕生、青果市場の消滅、農業コンサルタントの活用、産官学の連携強化等の構造改革が行われた。これらが実行できたのは、農業関係者がしがらみに囚われず当たり前のことを当たり前に実行する精神がオランダにあったからだと分析している。

### 通商貿易
- これまでの日本の貿易戦略は、過去のブロック経済が戦争の引き金になったとの反省から、機関 (WTO) 中心主義を貫いてきた。しかし、諸外国はWTOが機能不全とみるや同時並行的に2国間、地域アプローチを行ってきた。この潮流に出遅れた活路を見出したのがTPP。成長著しい太平洋地域11カ国で世界のGDPの4割を占める史上最大規模の経済地域ができあがる。同時に東アジア地域包括的経済連携（RCEP）、EUとの経済連携協定（EPA）。大戦略のもとで最も重要なものがTPPだと述べている。
- イギリスがTPP11に興味を示していることについて「条件さえ満たせばウェルカム。イギリスの加入を機にアメリカがTPPに戻ってくる可能性もある。」と参入に寛容な姿勢を見せている。
- 中国とTPP11の関係について、電子商取引の自由化などTPPのルールが世界中に広がることは中国への牽制になる。経済活動の自由化を進めるTPPの動きに水を差すようなことを中国がすればするほど、TPPの重要性は高まると述べた。
- 世界秩序の安定のためにもアメリカのTPP復帰は必須だとの見解を示したうえで、アメリカが戻ってくる環境を整備するべきであると述べた。

### 難民問題
- 2023年度、３回目の難民審査にあらたな証拠が出せなければ原則帰国とする入管法の改正に尽力している。

### その他
- 「他国からの攻撃が予想される場合には敵基地攻撃もためらうべきではない」との問題提起に対し、「賛成」と回答[26]。

## 人物
- 通産官僚出身だが、政界転身後は自民党農林部会長、農林水産副大臣、農林水産大臣と生粋の農水族として活動している。
- 2018年自由民主党総裁選挙では現職の閣僚でありながら石破茂の支持を表明した。この支持表明について、千葉市で開かれた石破の支援集会で安倍晋三を支持する議員から「内閣にいるんだろ。石破茂元幹事長を応援するなら、辞表を書いてからやれ。」と農林水産大臣を辞任するよう求められたと明かした。齋藤はこの議員に「ふざけるな。（安倍首相は）石破派と分かってて大臣にした。俺が辞めるのではなく、クビを切ってくれ。」と反論したと語り、続けて、「首相の発想とは思わないが、そういう空気が蔓延しているのを打破したい。」と述べた[30]。
- 環境大臣政務官時代、週一回昼食時に若手職員を政務官室に集め、経験談を話すなど若手官僚の育成に注力した。また政務官室に「正しく伝える。大いに議論。自分の意見を。」と張り紙をすることで省内議論の活性化を促した[要出典]。
- 衆議院予算委員会での質問をラップ調にした動画をニコニコ動画に投稿、再生回数は35万回を超え、政治部門では異例の殿堂入りし話題となった[要出典]。
- 週刊現代の「総理になれる議員ランキング」で、岸田文雄、加藤勝信、小渕優子、枝野幸男と並び6位に挙げられた。
- 愛読書は『ローマ人の物語（塩野七生著）』、司馬遼太郎の一連の小説。
- 東大在学中は体育会ハンドボール部の主将を務めた。一時4部まで落ちたチームは1部との入れ替え戦に出場するまでに成長した。ハンドボールに熱中するあまり、大学を5年かけて卒業している。[31]
- カラオケの十八番は、尾崎紀世彦の「また逢う日まで」。
- 座右の銘は「おもしろき　こともなき世を　おもしろく　すみなすものは　心なりけり」（高杉晋作辞世の句）
- 小泉進次郎とは当選同期であり、農政改革では前任の党農林部会長として助言するなど親交がある。
- 尊敬する人物は高杉晋作、原敬、鈴木貫太郎、ガイウス・ユリウス・カエサル。
- 戦後日本の理想のリーダーとして元総理大臣の中曽根康弘をあげている。「外交面ではロンヤス関係で日米関係をしっかりと築き、国内では国鉄改革をはじめとする多くの改革を成し遂げた。危機管理においても、大韓航空撃墜事件の対応も見事だったため」と理由を挙げている。
- 2013年6月14日に「自由民主党・大ホール」において開催された自由同和会関東ブロック・自由同和会東京都本部『平成25年度大会』に齋藤は参加し、祝辞を述べた[32]。

## 選挙歴
| 当落 | 選挙                     | 執行日         | 年齢 | 選挙区                | 政党       | 得票数     | 得票率 | 定数 | 得票順位 /候補者数 | 政党内比例順位 /政党当選者数 |
| ---- | ------------------------ | -------------- | ---- | --------------------- | ---------- | ---------- | ------ | ---- | ------------------ | ---------------------------- |
| 落   | 第44回衆議院議員補欠選挙 | 2006年4月23日  | 46   | 千葉7区               | 自由民主党 | 8万6091票  | 45.40% | 1    | 2/5                | /                            |
| 比当 | 第45回衆議院議員総選挙   | 2009年08月30日 | 50   | 比例南関東（千葉7区） | 自由民主党 | 10万4262票 | 40.71% | 1    | 2/4                | 4/6                          |
| 当   | 第46回衆議院議員総選挙   | 2012年12月16日 | 53   | 千葉7区               | 自由民主党 | 10万4839票 | 45.81% | 1    | 1/7                | /                            |
| 当   | 第47回衆議院議員総選挙   | 2014年12月14日 | 55   | 千葉7区               | 自由民主党 | 11万1030票 | 55.05% | 1    | 1/4                | /                            |
| 当   | 第48回衆議院議員総選挙   | 2017年10月22日 | 58   | 千葉7区               | 自由民主党 | 11万5731票 | 54.53% | 1    | 1/4                | /                            |
| 当   | 第49回衆議院議員総選挙   | 2021年10月31日 | 62   | 千葉7区               | 自由民主党 | 12万7548票 | 54.99% | 1    | 1/4                | /                            |
| 当   | 第50回衆議院議員総選挙   | 2024年10月27日 | 65   | 千葉7区               | 自由民主党 | 8万2606票  | 54.17% | 1    | 1/3                | /                            |

## 所属団体・議員連盟
- 自民党たばこ議員連盟[33]
- 医療・防災産業創生推進議員連盟 - 会長
- 日本ウイグル国会議員連盟
- 日本会議国会議員懇談会
- 神道政治連盟国会議員懇談会
- 創生「日本」
- TPP交渉における国益を守り抜く会
- 日本の尊厳と国益を護る会[34]
- ハンドボール振興議員連盟
- 対中政策に関する国会議員連盟
- 人権外交を超党派で考える議員連盟（顧問） [35]
- アジア・ゼロエミッション共同体議員連盟（会長）[36]

## 著書
- 転落の歴史に何をみるか―奉天会戦からノモンハン事件へ（2003年、ちくま新書・2011年、ちくま文庫（増補版））
- 『日本未来図2030』（寄稿）、日経BP社・刊、2014年12月、ISBN-4822225194。